# Клан Резерфорд
Клан Резерфорд (шотл. — Clan Rutherford) — один из кланов равнинной части Шотландии (Лоуленд). Клан владел землями в Шотландском Пограничье. Сегодня клан Резерфорд не имеет признанного герольдами Шотландии и лордом Львом вождя, поэтому именуется в Шотландии «кланом оруженосцев».
- Девиз клана: Nec sorte, nec fato (лат.) — «Ни случай, ни судьба» (Neither by chance, nor fate)
- Земли клана: Роксбургшир
- Исторические резиденции вождей клана: Замки Резерфорд[2],[2]Хантхилл и Эджерстон[2] .

## История клана Резерфорд

### Происхождение клана Резерфорд
Земли клана Резерфорд находятся в окрестностях деревни Макстон в Роксбургшире. Есть разные версии происхождения клана Резерфорд. Согласно одной версии, мужчина, которого звали Рутер или Рухер (гэльск. — Ruther) показал королю Шотландии брод через реку Твид, что принесло армии короля победу над войском королевства Нортумбрии. За это Рутер был награжден землями, впоследствии к своему имени присоединил слово «брод». Он стал основателем клана и название клана позже стала звучать как Резерфорд. Согласно другой версии, когда шла очередная война между Англией и Шотландией, английская армия безрассудно покинула стратегически выгодные позиции и напала на шотландскую армию на противоположной стороне реки Твид. Во время форсирования реки английская армия была наголову разбита. В честь этого события шотландцы назвали это место Ру-Форд (гэльск. — Rue Ford). Так или иначе, но этими землями владел клан Резерфорд.
Согласно историческим документам в 1140 году Роберт де Резерфорд упоминается в королевской грамоте по земельной собственности как свидетель. Эту грамоту подписал король Шотландии Давид I. Между 1161 и 1272 годом клан Резерфорд и его вождь Никол де Резерфорд упоминаются в различных исторических документах в том числе королевских грамотах по земельной собственности. В 1390 году сэр Ричард Резерфорд упоминается как свидетель в королевской грамоте по земельной собственности стюарда Уильяма, хранителя Минто в Шотландском Приграничье. Сэр Ричард Резерфорд был фаворитом короля Шотландии Роберта III Стюарта. В 1398 году он был послом Шотландии в Англии, его сыновья были хранителями пограничных марок. Младшие сыновья Ричарда Резерфорда получили в награду за службу земли Хатто и Хантилл. Основная линия вождей клана Резерфорд вымерла и земли клана Резерфорд перешли во владение рода Траквайр.

### XVI век — войны кланов
Клан Резерфорд был кланом Шотландского Пограничье, оборонял рубеж Шотландии от нападений англичан и постоянно совершал нападения и рейды на территорию Англии с целью захвата добычи. Это в те времена считалось нормой и доблестью. Томас Резерфорд Черный — лэрд Эджерстон, был известен своими смелыми рейдами на Англию. Наиболее известным событием его жизни была битва при Редесвир (шотл. — Red Swire) в июле 1575 года. Битва состоялась, когда английские и шотландские маршалы договорились встретиться, чтобы выслушать взаимные претензии и требования по компенсации убытков от рейдов и столкновений. Шотландцы требовали, чтобы им сдался или был им издан знаменитый английский разбойник Фарнстейн. Но английский хранитель границы сэр Джон Форстер (ок. 1520—1602) заявил, Фарнстейна найти и поймать невозможно. Шотландский хранитель границы сэр Джон Кармайкл усомнился в этом. Английский хранитель границы в ответ оскорбил клан Кармайкла и англичане начали стрелять в шотландцев из луков. Шотландцы не ожидали такого развития событий, и в результате столкновения Кармайкл попал в плен. Но в это время воины клана Резерфорд прибыли на место встречи, они освободили Кармайкла и заставили англичан бежать, взяли в плен английского хранителя границы и его помощников.

### XVII век — гражданская война на Британских островах
Вождь клана Резерфорд — лэрд Эджерстон во время Гражданской войны поддержал роялистов и короля Карла I Стюарта. Он выставил воинов своего клана, за собственные средства вооружил отряд и воевал за короля до 1646 года, когда король был разбит и сдался. Но потом он снова стал под знамёна роялистов, был тяжело ранен в битве при Данбаре в 1650 году, а весь его отряд погиб в бою короля. Генерал-лейтенант Эндрю Резерфорд (ум. 1664) из линии Хатто и Хантилл получил титулы лорда Резерфорда и пэра в 1661 году после Реставрации монархии. В 1663 году он был назначен губернатором Танжера в Марокко, но был убит в 1664 году. Он получил титул 1-го графа Тевиота, но он умер, не оставив потомков. Титул прервался, но титул лорда Резерфорд перешел к его двоюродному брату.

### Современная история
Титул лорда Резерфорда тоже позже прервался. С 1839 по 1851 год Эндрю Резерфорд (1791—1854) был депутатом парламента от Лита (1839—1851). Кроме этого, он занимал посты генерального солиситора Шотландии (1837—1839) и лорда-адвоката (1839—1841, 1846—1851). К клана Резерфорд принадлежал выдающийся ученый физик Эрнест Резерфорд (1871—1937). Он открыл атомное ядро, создал модель строения атома, исследовал природу альфа-частиц, заложил основы ядерной физики. В 1914 году за свои заслуги он был посвящен в рыцари, получил право называться сэр Резерфорд в 1925 году стал кавалером ордена Заслуг.

### Замки клана Резерфорд
- Замок Резерфорд — клан владел этим замком с XII века. Местоположение замка окончательно не определено[2].
- Замок Хантхилл — стоит в миле к юго-востоку от Джедборо в Шотландском Пограничные. Когда-то это был крепкий замок, но затем был перестроен в жилой дом в XIX веке. Принадлежал сначала принадлежал к семье Глендиннг, но затем перешел к клану Резерфорд в XV веке и был значительно укреплен.
- Замок Хаггерстон — в шести милях к юго-востоку от Джедборо, был оплотом клана Резерфорд, но потом его захватили англичане в 1544 году[2]. В следующем году клан Резерфорд вместе с другими шотландскими кланами разгромил англичан в битве под Анкрум Мор.
- Замок Хатто — у деревни Морбатл в Шотландском Пограничные. Был твердыней линии Резерфорд из Хатто с XIV века[2].